# Präfektur Hiroshima
Hiroshima (/⁠çiɺoɕima⁠/, Ausspracheⓘ, im Deutschen auch Hiroschima; jap. 広島県 Hiroshima-ken, englisch Hiroshima Prefecture ‚Präfektur Hiroshima‘) ist eine Präfektur in Japan. Hiroshima wurde 1871 aus dem gleichnamigen Fürstentum Hiroshima (Hiroshima-han) gebildet und umfasst seit 1876 die Provinzen Aki und Bingo. Sie liegt in der Region Chūgoku hauptsächlich auf der Insel Honshū. Sitz der Präfekturverwaltung ist die gleichnamige Stadt Hiroshima (Hiroshima-shi).

## Geographie

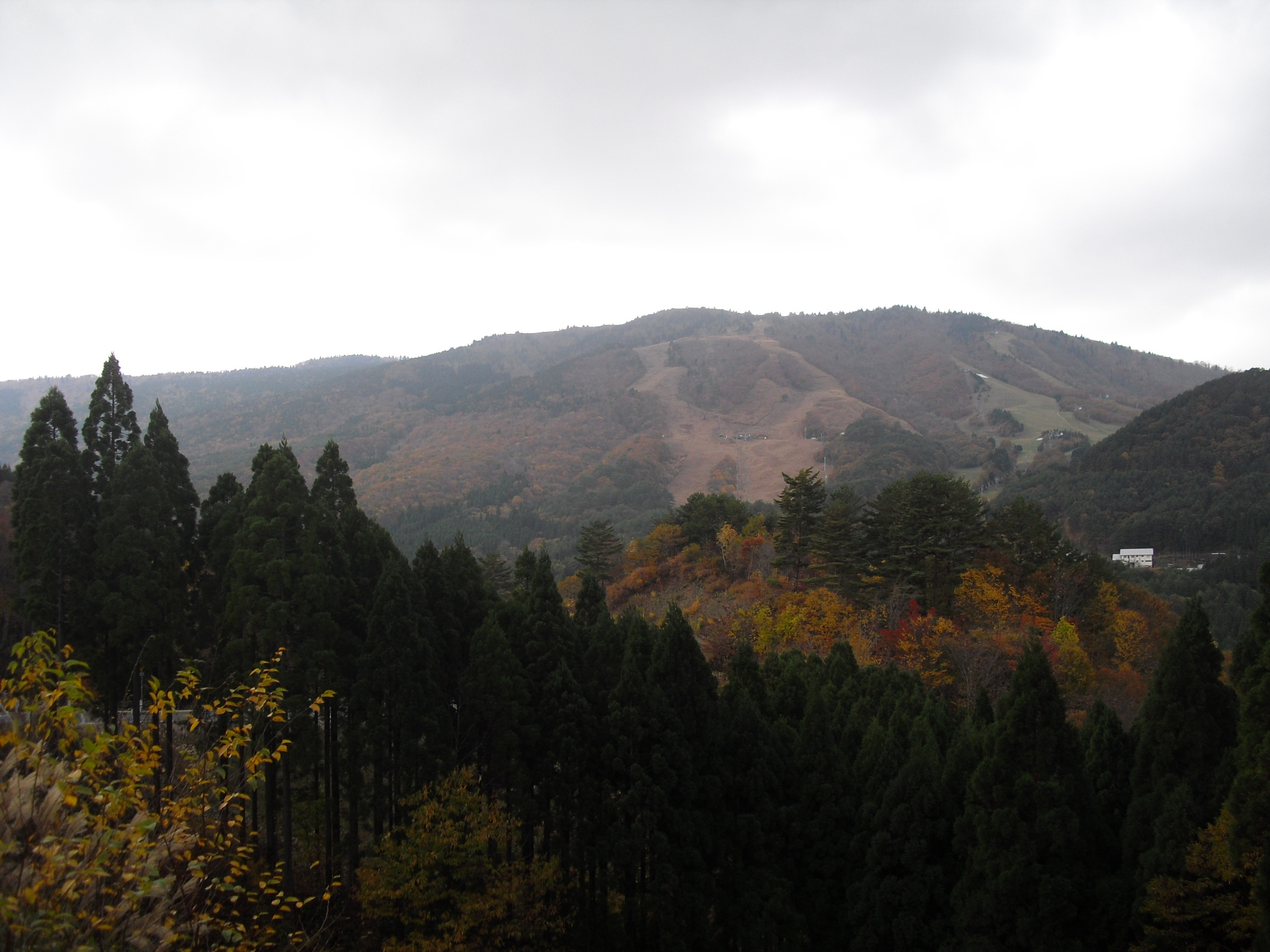
Osorakanzan

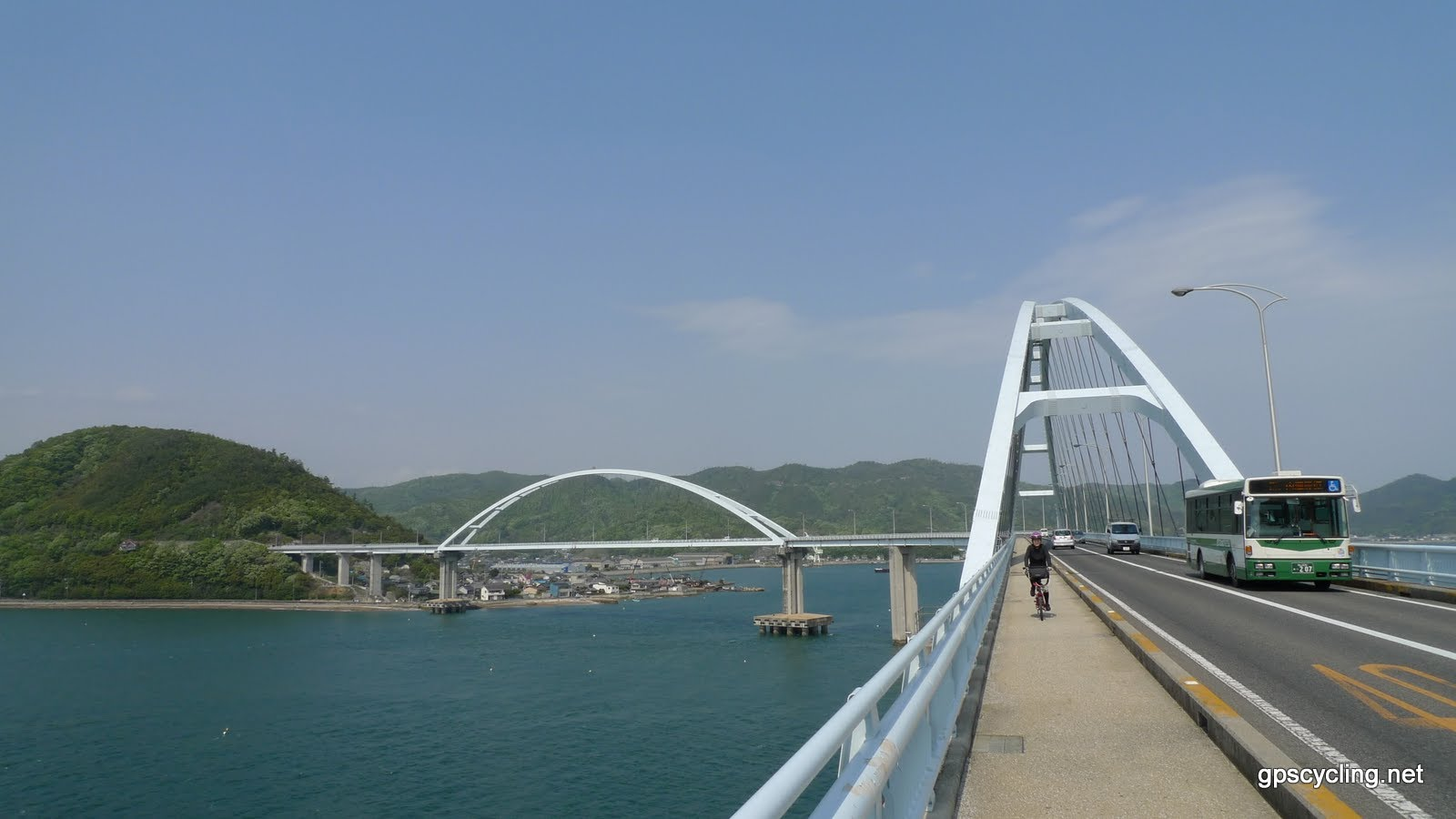
Die Utsumi-Brücke (Präfekturstraße 53) in Fukuyama verbindet die Numakuma-Halbinsel von Honshū mit Tajima, einer der vorgelagerten Inseln in der Inlandsee.

Hiroshima liegt im Zentrum der westjapanischen Region Chūgoku auf der Südseite des Chūgoku-Gebirges an der Küste der Seto-Inlandsee. Wichtigster Fluss ist der Ōtagawa, an dessen Mündung die Stadt Hiroshima liegt. Im Osten mündet der Ashidagawa in der Stadt Fukuyama. Große Teile von Hiroshima bestehen aus Bergland, höchste Erhebung ist mit 1346 m der Osorakanzan an der Grenze zu Shimane. Außerdem umfasst Hiroshima über 100 Inseln in der Inlandsee.
Teile der Präfektur gehören zum Nationalpark Seto-Inlandsee, auch die Quasi-Nationalparks Hiba-Dōgō-Taishaku und Westliches Chūgoku-Gebirge (Nishi-Chūgoku-sanchi) liegen teilweise in Hiroshima. Daneben gibt es sechs Präfekturnaturparks in Hiroshima.

## Geschichte
Der Name der Präfektur kommt von der 1589 errichteten Burg Hiroshima, dem von dort regierten Fürstentum (-han) Hiroshima und der um die Burg entstandenen Stadt. Die Präfektur Hiroshima ging bei der Abschaffung der Fürstentümer 1871 aus dem Fürstentum hervor, sie absorbierte bald weitere aus den Fürstentümern in den Provinzen Aki und Bingo hervorgegangene Präfekturen – bereinigt um En- und Exklaven – und erreichte 1876 im Wesentlichen ihre heutigen Grenzen.
Bei der Modernisierung der Gemeindeordnungen 1888/89 entstanden in Hiroshima über 450 Gemeinden, darunter als einzige kreisfreie Stadt (-shi) die Hauptstadt Hiroshima.

## Wirtschaft
Die Präfektur Hiroshima hat sich vor allem durch Schwerindustrien wie Automobil-, Stahl- und Schiffbau entwickelt, und das Küstengebiet am Seto-Binnenmeer ist eine der führenden Industriezonen Japans. Die Präfektur verfügt über eine der umfangreichsten Produktionskapazitäten für Umweltausrüstungen, wie z. B. Pumpen, in Japan.
Namhafte Unternehmen sind:
- Mazda Motor Corporation,
- Mitsubishi Heavy Industries
- Hiroshima Machinery Work
- Babcock Hitachi KK
- MHI Solution Technologies Co. und LTD.,
- Tsuneishi Kamtecs Corporation.[4][5]

## Politik
- KPJ: 2
- Minshu Kenseikai (mit KDP): 14
- Kōmeitō: 6
- 1-Mitglied-Fraktionen (inkl. LDP): 4
- Kōshikai (mit LDP): 3
- Jimin giren (mit LDP): 34

Gouverneur von Hiroshima ist Hidehiko Yuzaki. Er wurde erstmals 2009 mit Unterstützung der Anhänger seines Vorgängers Yūzan Fujita gegen die Präfekturparlamentsabgeordnete Anri Kawai und drei weitere Kandidaten gewählt und bei der Gouverneurswahl am 14. November 2021 gegen zwei Kandidaten mit fast 90 % der Stimmen für eine vierte Amtszeit bestätigt. Im Parlament blieb die Liberaldemokratische Partei (LDP) bei den Wahlen im April 2023 mit 29 der 64 Sitze klar stärkste Partei. Allerdings verteilen sich die LDP-Abgeordneten zusammen mit einigen der 26 parteilosen Abgeordneten auf mehrere Fraktionen.
Im nationalen Parlament wird Hiroshima seit 2024 nur noch durch sechs direkt gewählte Abgeordnete im Abgeordnetenhaus vertreten: 2024 gewann die LDP drei Wahlkreise, Kōmeitō, KDP und Nippon Ishin no Kai je einen. Ins Rätehaus wählt die Präfektur zwei Vertreter pro Wahl und wird nach den Wahlen 2019, 2022, der nach dem Stimmenkaufskandal um Anri Kawai nötigen Wiederholungswahl 2021 und Parteiänderungen seitdem (Stand: Februar 2025) durch die KDP-Fraktionsmitglieder Shinji Morimoto und Eri Mikami, die 2025 aus der KDP ausgetretene Haruko Miyaguchi und den Liberaldemokraten Yōichi Miyazawa vertreten.

## Tourismus
Größte Touristenattraktion außerhalb der Präfekturhauptstadt ist die Insel Itsukushima, auch Miyajima genannt, die zusammen mit Amanohashidate und Matsushima zu den Drei schönsten Landschaften Japans zählt.
Das meistbesuchte Touristenziel in Hiroshima ist der Friedenspark, an dessen Stelle das Epizentrum der Atombombenexplosion lag. Im Friedenspark gibt es ein Friedensgedenkmuseum sowie zahlreiche Denkmäler.

## Verwaltungsgliederung

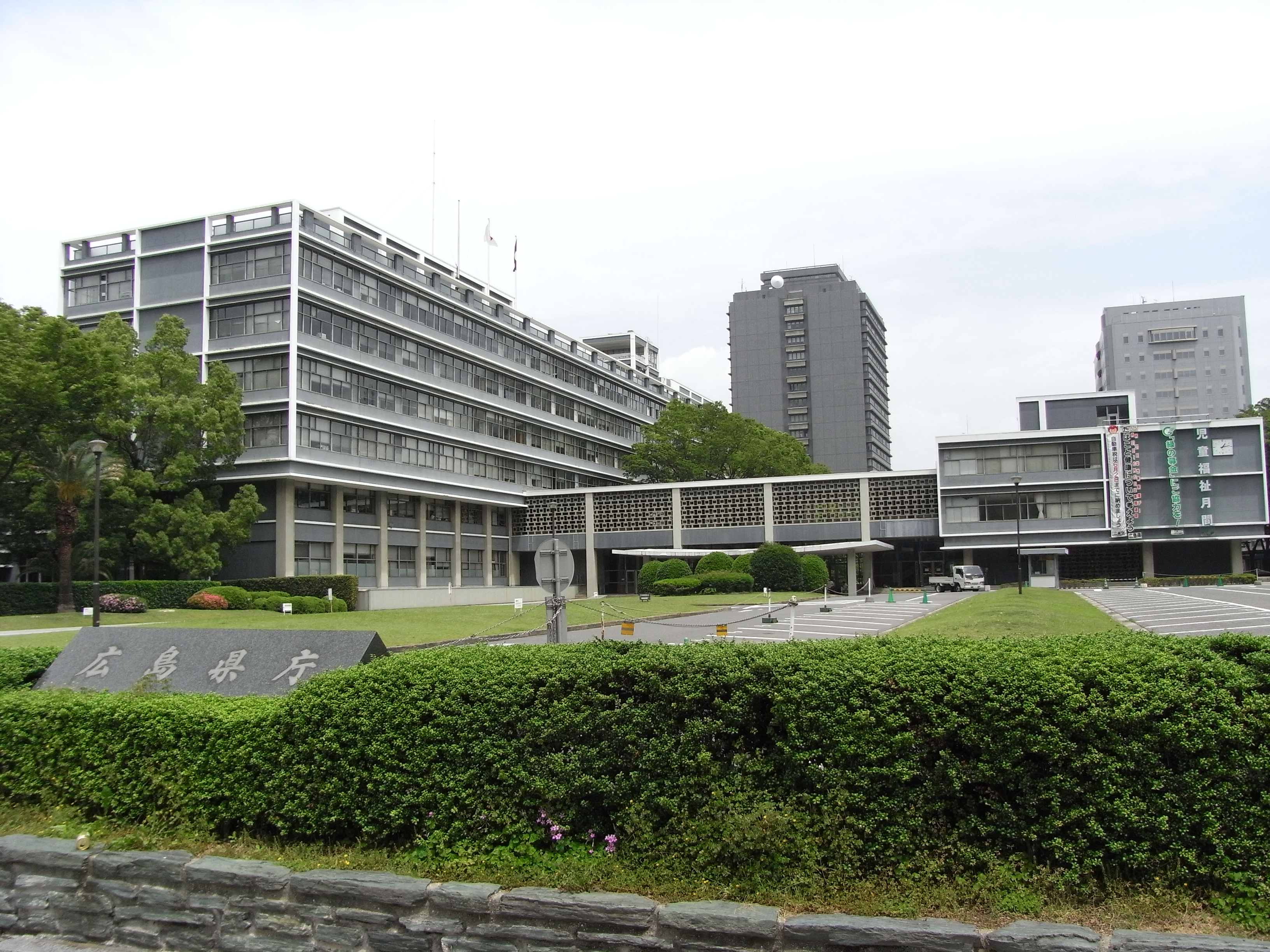
Hauptgebäudekomplex der Präfekturverwaltung im Naka-ku der Stadt Hiroshima.

Mit Einführung der modernen Gemeinden 1889 bestand die Präfektur (-ken) Hiroshima aus einer kreisfreien Stadt (-shi), 13 Städten (-machi/-chō) und 451 Dörfern (-mura/-son). Durch Eingliederungen und Fusionen sank die Zahl der Gemeinden von 432 (1920) über 177 (1955) auf 107 im Jahr 1975. Seit 2016 gliedert sich die Präfektur in 14 kreisfreie Städte und 9 [historisch kreisangehörige] Städte in 5 ehemaligen Landkreisen. Die letzten Dörfer erloschen 2004.
Es gibt drei Städte in Hiroshima in einer Sonderform für Großstädte mit ausgeweiteter Selbstverwaltung: Die Präfekturhauptstadt Hiroshima ist seit 1980 eine „designierte Großstadt“, zwei weitere Städte, Fukuyama und Kure, sind „Kernstädte“.
In nachfolgender Tabelle sind die Landkreise kursiv dargestellt, darunter jeweils (eingerückt) die zugehörigen Städte. Die Präfekturzugehörigkeit einer Gemeinde ist an den ersten beiden Stellen des Gebietskörperschaftscodes ersichtlich. Hiroshima-ken ist JP-34. Die dritte Stelle gibt die Form der Gemeinde an. Da die Landkreise noch als statistische Einheit genutzt werden, wurden auch ihnen Codes zugewiesen, obwohl sie schon in den 1920er Jahren als Verwaltungseinheit abgeschafft wurden. Diese sind rund und wurden mit den kreisangehörigen Gemeinden als fortlaufend anschließende Nummern gruppiert. Durch die Gebietsreformen der letzten Jahrzehnte entstanden aber vielerorts Lücken.

| Code                                  | Name                                        | Name       | Fläche (in km²) | Bevölkerung     | Bevölkerung     | Bevölkerungs- dichte (Ew./km²) |
| Code                                  | lateinisch                                  | japanisch  | 1. Januar 2023  | 1. Februar 2021 | 1. Oktober 2015 | Bevölkerungs- dichte (Ew./km²) |
| ------------------------------------- | ------------------------------------------- | ---------- | --------------- | --------------- | --------------- | ------------------------------ |
| 34100                                 | Hiroshima-shi (Stadt Hiroshima)             | 広島市     | 906,69          | 1.198.021       | 1.194.034       | 1316,93                        |
| 34202                                 | Kure-shi                                    | 呉市       | 352,83          | 212.159         | 228.552         | 647,82                         |
| 34203                                 | Takehara-shi                                | 竹原市     | 118,23          | 23.631          | 26.426          | 223,51                         |
| 34204                                 | Mihara-shi                                  | 三原市     | 471,51          | 89.972          | 96.194          | 204,00                         |
| 34205                                 | Onomichi-shi                                | 尾道市     | 284,88          | 130.143         | 138.626         | 486,22                         |
| 34207                                 | Fukuyama-shi                                | 福山市     | 517,72          | 459.576         | 464.811         | 897,08                         |
| 34208                                 | Fuchū-shi (Stadt Fuchū [in/von Bingo])      | 府中市     | 195,75          | 36.754          | 40.069          | 204,69                         |
| 34209                                 | Miyoshi-shi                                 | 三次市     | 778,18          | 50.046          | 53.615          | 68,90                          |
| 34210                                 | Shōbara-shi                                 | 庄原市     | 1.246,49        | 33.409          | 37.000          | 29,68                          |
| 34211                                 | Ōtake-shi                                   | 大竹市     | 78,66           | 26.458          | 27.865          | 354,25                         |
| 34212                                 | Higashi-Hiroshima-shi (Stadt Ost-Hiroshima) | 東広島市   | 635,15          | 197.347         | 192.907         | 303,71                         |
| 34213                                 | Hatsukaichi-shi                             | 廿日市市   | 489,49          | 114.699         | 114.906         | 234,75                         |
| 34214                                 | Aki-Takata-shi (Stadt Aki-Takata)           | 安芸高田市 | 537,71          | 27.249          | 29.488          | 54,84                          |
| 34215                                 | Etajima-shi                                 | 江田島市   | 100,72          | 21.557          | 24.339          | 241,70                         |
| 34300                                 | Aki-gun (Kreis Aki)                         | 安芸郡     | 73,66           |                 | 116.222         | 1577,82                        |
| 34302                                 | Fuchu-chō (Stadt Fuchū [in/von Aki])        | 府中町     | 10,41           | 51.096          | 51.053          | 4904,23                        |
| 34304                                 | Kaita-chō                                   | 海田町     | 13,79           | 29.793          | 28.667          | 2078,83                        |
| 34307                                 | Kumano-chō                                  | 熊野町     | 33,76           | 22.760          | 23.755          | 703,64                         |
| 34309                                 | Saka-chō                                    | 坂町       | 15,69           | 12.611          | 12.747          | 812,43                         |
| 34360                                 | Yamagata-gun                                | 山県郡     | 988,09          |                 | 25.390          | 25,70                          |
| 34368                                 | Aki-Ōta-chō (Stadt Aki-Ōta)                 | 安芸太田町 | 341,89          | 5631            | 6472            | 18,93                          |
| 34369                                 | Kita-Hiroshima-chō (Stadt Nord-Hiroshima)   | 北広島町   | 646,20          | 17.669          | 18.918          | 29,28                          |
| 34420                                 | Toyota-gun                                  | 豊田郡     | 43,11           |                 | 7992            | 185,39                         |
| 34431                                 | Ōsakikamijimachō (Stadt Ōsakikamijima)      | 大崎上島町 | 43,11           | 7281            | 7992            | 185,39                         |
| 34460                                 | Sera-gun                                    | 世羅郡     | 278,14          |                 | 16.337          | 58,74                          |
| 34462                                 | Sera-chō                                    | 世羅町     | 278,14          | 14.878          | 16.337          | 58,74                          |
| 34540                                 | Jinseki-gun                                 | 神石郡     | 381,98          |                 | 9217            | 24,13                          |
| 34545                                 | Jinseki-kōgen-chō (Stadt Jinseki-Hochland)  | 神石高原町 | 381,98          | 8064            | 9217            | 24,13                          |
| Zwischensumme shibu (Anteil der -shi) | Zwischensumme shibu (Anteil der -shi)       | 市部       | 6.714,03        |                 | 2.668.832       | 397,46                         |
| Zwischensumme gunbu (Anteil der -gun) | Zwischensumme gunbu (Anteil der -gun)       | 郡部       | 1.764,97        |                 | 175.158         | 99,24                          |
| 34000                                 | Hiroshima-ken (Präfektur Hiroshima)         | 広島県     | 8479            | 2.790.804       | 2.843.990       | 335,39                         |

## Größte kreisfreie Städte
| Census-Jahr      | Einwohner | Einwohner | Einwohner | Einwohner |
| Census-Jahr      | 2015      | 2010      | 2005      | 2000      |
| ---------------- | --------- | --------- | --------- | --------- |
| Hiroshima        | 1.194.034 | 1.173.843 | 1.154.391 | 1.126.239 |
| Fukuyama         | 464.811   | 461.357   | 418.509   | 378.789   |
| Kure             | 228.552   | 239.973   | 251.003   | 203.159   |
| Higashihiroshima | 192.907   | 190.135   | 184.430   | 123.423   |
| Onomichi         | 138.626   | 145.202   | 114.486   | 92.586    |
| Hatsukaichi      | 114.906   | 114.038   | 87.144    | 73.587    |
| Mihara           | 96.194    | 100.509   | 104.196   | 82.081    |
| Miyoshi          | 53.615    | 56.605    | 59.314    | 39.503    |
| Fuchu            | 40.069    | 42.563    | 45.188    | 41.271    |
| Shobara          | 37.000    | 40.244    | 43.149    | 21.370    |
| Akitakata        | 29.488    | 31.487    | 33.096    | ——        |
| Otake            | 27.865    | 28.836    | 30.279    | 31.405    |
| Takehara         | 26.426    | 28.644    | 30.657    | 31.935    |
| Etajima          | 24.339    | 27.031    | 29.939    | ——        |
| Innoshima        | ——        | ——        | 26.677    | 28.187    |

1. März 2004 – 6 Gemeinden fusionieren zur kreisfreien Stadt Akitakata.

1. November 2004 – 6 Gemeinden fusionieren zur kreisfreien Stadt Etajima..

10. Januar 2006 – Die Stadt Innoshima wird in die kreisfreie Stadt Onomichi eingegliedert.

## Bevölkerungsentwicklung der Präfektur
| Census- Jahr | Gesamt- Bevölkerung | männliche Bevölkerung | weibliche Bevölkerung | Geschlechter- verhältnis Männer auf 1000 Frauen | Fläche in km2 | Bevölkerungs- dichte Einw. je km2 |
| ------------ | ------------------- | --------------------- | --------------------- | ----------------------------------------------- | ------------- | --------------------------------- |
| 1920         | 1.541.905           | 775.080               | 766.825               | 1011                                            | 8436,52       | 182,8                             |
| 1925         | 1.617.680           | 818.266               | 799.414               | 1024                                            | 8436,52       | 191,8                             |
| 1930         | 1.692.136           | 856.737               | 835.399               | 1026                                            | 8436,52       | 200,6                             |
| 1935         | 1.804.916           | 914.185               | 890.731               | 1026                                            | 8436,52       | 213,9                             |
| 1940         | 1.869.504           | 936.936               | 932.568               | 1005                                            | 8436,52       | 221,6                             |
| 1945         | 1.885.471           | 878.343               | 1.007.128             | 872                                             | 8436,52       | 223,5                             |
| 1950         | 2.081.967           | 1.015.955             | 1.066.012             | 953                                             | 8422,16       | 247,2                             |
| 1955         | 2.149.044           | 1.047.184             | 1.101.860             | 950                                             | 8431,22       | 254,9                             |
| 1960         | 2.184.043           | 1.058.829             | 1.125.214             | 941                                             | 8431,23       | 259,0                             |
| 1965         | 2.281.146           | 1.107.878             | 1.173.268             | 944                                             | 8437,99       | 270,3                             |
| 1970         | 2.436.135           | 1.188.270             | 1.247.865             | 952                                             | 8447,33       | 288,4                             |
| 1975         | 2.646.324           | 1.296.677             | 1.349.647             | 961                                             | 8455,18       | 313,0                             |
| 1980         | 2.739.161           | 1.336.806             | 1.402.355             | 953                                             | 8462,88       | 323,7                             |
| 1985         | 2.819.200           | 1.373.853             | 1.445.347             | 951                                             | 8466,37       | 333,0                             |
| 1990         | 2.849.847           | 1.385.297             | 1.464.550             | 946                                             | 8473,41       | 336,3                             |
| 1995         | 2.881.748           | 1.398.986             | 1.482.762             | 944                                             | 8474,76       | 340,0                             |
| 2000         | 2.878.915           | 1.392.496             | 1.486.419             | 937                                             | 8476,95       | 339,6                             |
| 2005         | 2.876.642           | 1.390.190             | 1.486.452             | 935                                             | 8477,92       | 339,3                             |
| 2010         | 2.860.750           | 1.380.671             | 1.480.079             | 933                                             | 8479,58       | 337,4                             |
| 2015         | 2.843.990           | 1.376.211             | 1.467.779             | 938                                             | 8479,45       | 335,4                             |

## Demographie

Bevölkerungsentwicklung der Gemeinden in Hiroshima zwischen den Volkszählungen 2005 und 2010, Zunahme in grün, Abnahme in rot

Im Fünfjahreszeitraum zwischen den Volkszählungen 1995 und 2000 war die Präfekturbevölkerung erstmals rückläufig und ist seitdem weiter langsam gesunken. Allerdings verzeichnen einige Gemeinden noch Bevölkerungswachstum, im Fünfjahreszeitraum 2005 bis 2010 die Städte Hiroshima, Ost-Hiroshima, Fukuyama und Saka.

## Spezialitäten
Hiroshimana ist eine Kohl-Spezialität aus der Präfektur. Eine Spezialität der Präfektur-Hauptstadt ist Hiroshima-Okonomiyaki.

## Polizei
Die Polizei von Hiroshima ist mit über 5000 Polizisten die größte Präfekturpolizei in Chūgoku. Es gibt präfekturweit 28 Polizeireviere und zusammen knapp 300 städtische und ländliche Polizeistellen (kōban und chūzaishō). Wie in allen Präfekturen steht die Polizei unter Aufsicht der Präfekturkommission für öffentliche Sicherheit (ken kōan iinkai), die in Hiroshima fünf Mitglieder mit dreijährigen Amtszeiten hat; drei werden vom Gouverneur mit Zustimmung des Parlaments ernannt, zwei werden vom Bürgermeister und dem Parlament der Stadt Hiroshima nominiert, die als designierte Großstadt besondere Mitspracherechte hat. Das Hauptquartier der Polizei von Hiroshima und die Sicherheitskommission haben ihren Sitz im Ostbau der Präfekturverwaltung.

## Sehenswürdigkeiten und Landmarken (Auswahl)

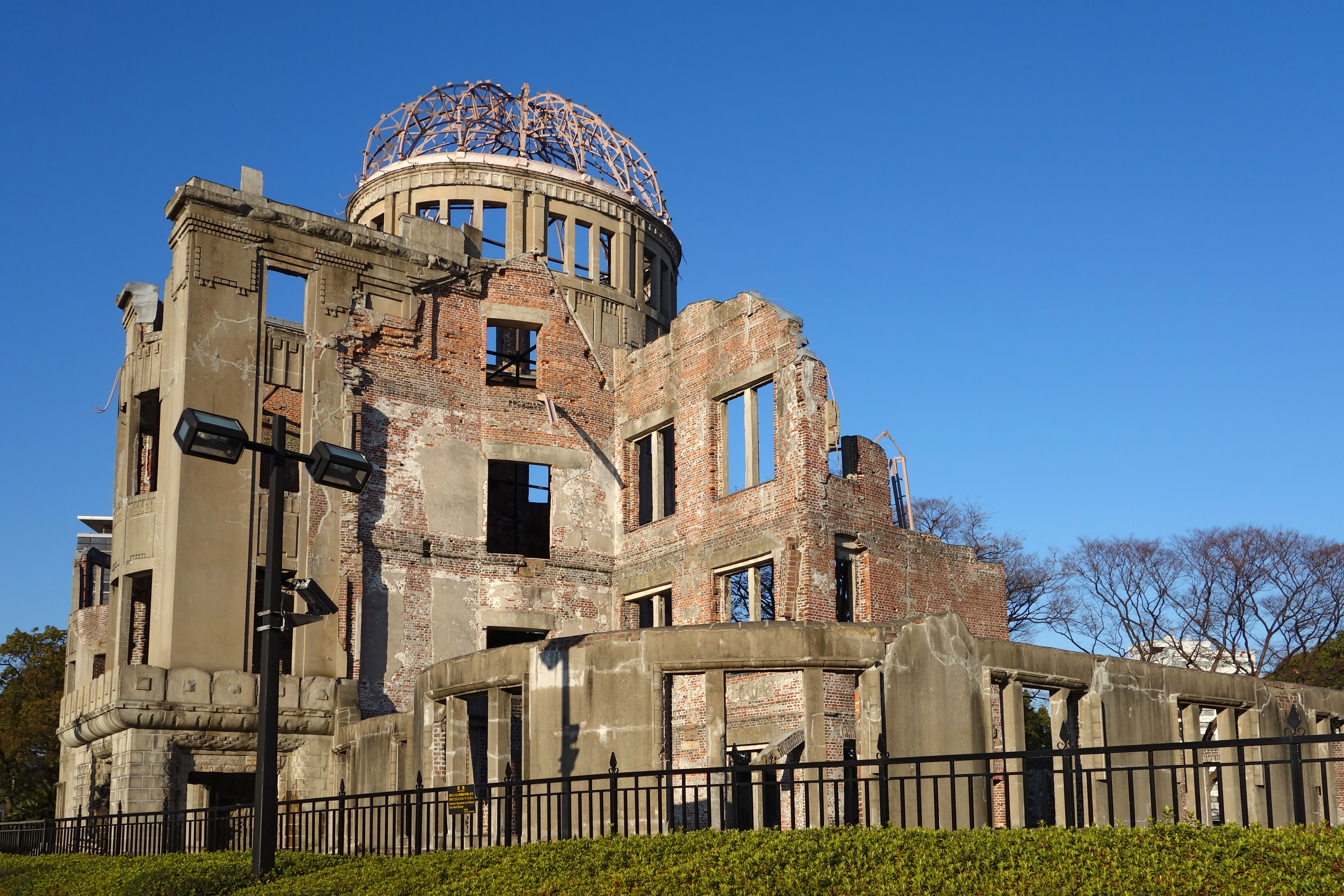
Atombombenkuppel
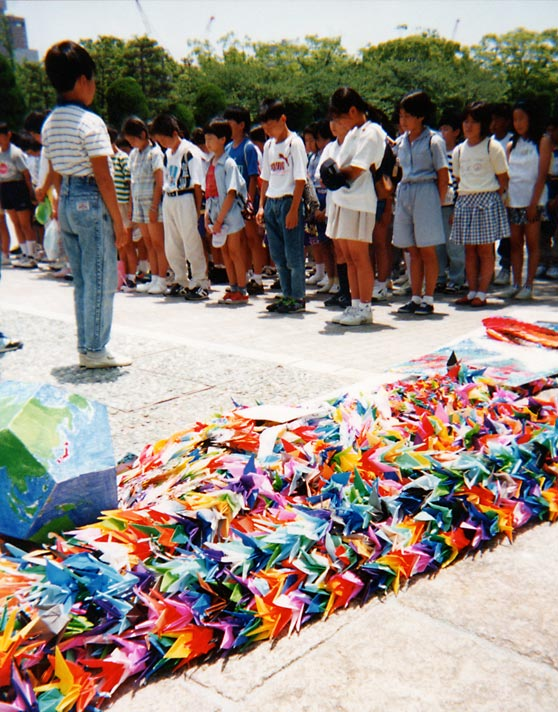
Origami-Kraniche am Sadako-Sasaki-Denkmal in Hiroshima
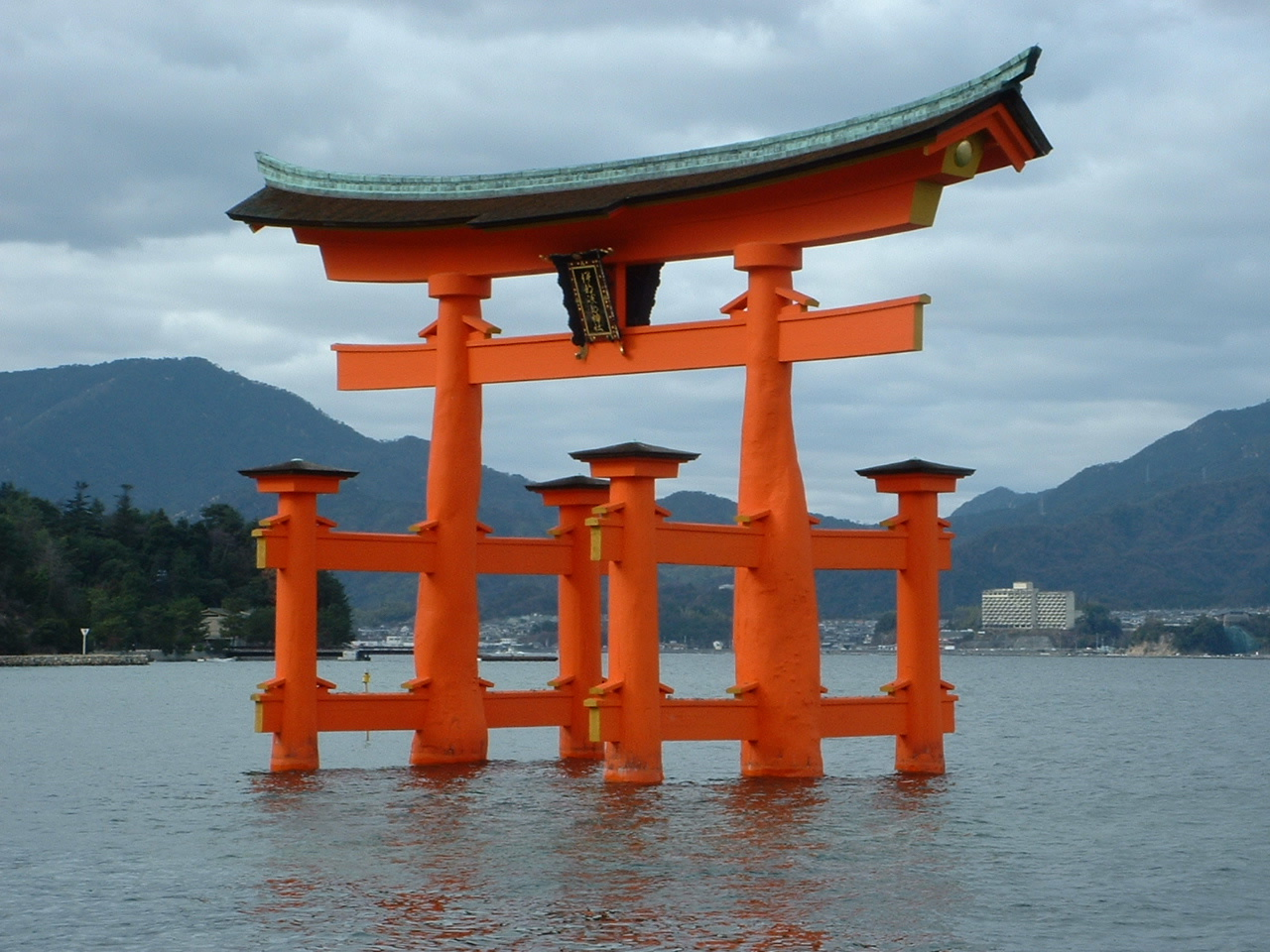
Torii beim Itsukushima-Schrein
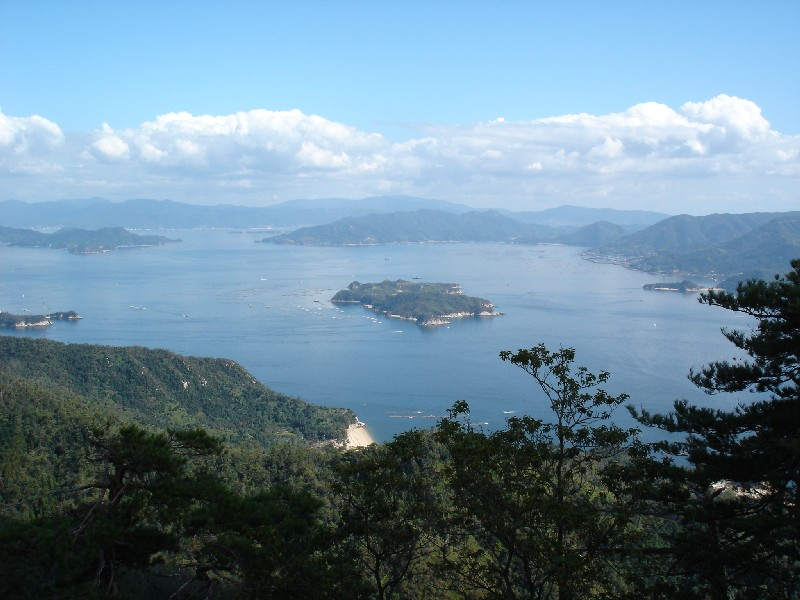
Blick vom Berg Misen auf die Seto-Inlandsee